# Ilha Bellona
A ilha Bellona é uma ilha da província Rennell e Bellona nas Ilhas Salomão. Tem 10 km de comprimento e largura média de 2,5 km, com área de 17 km². Está quase totalmente rodeada de altas falésias de 30 a 70 metros, que consistem principalmente de coral levantado.
Está densamente povoada e o seu interior é exuberante e fértil. Há dez vilas:

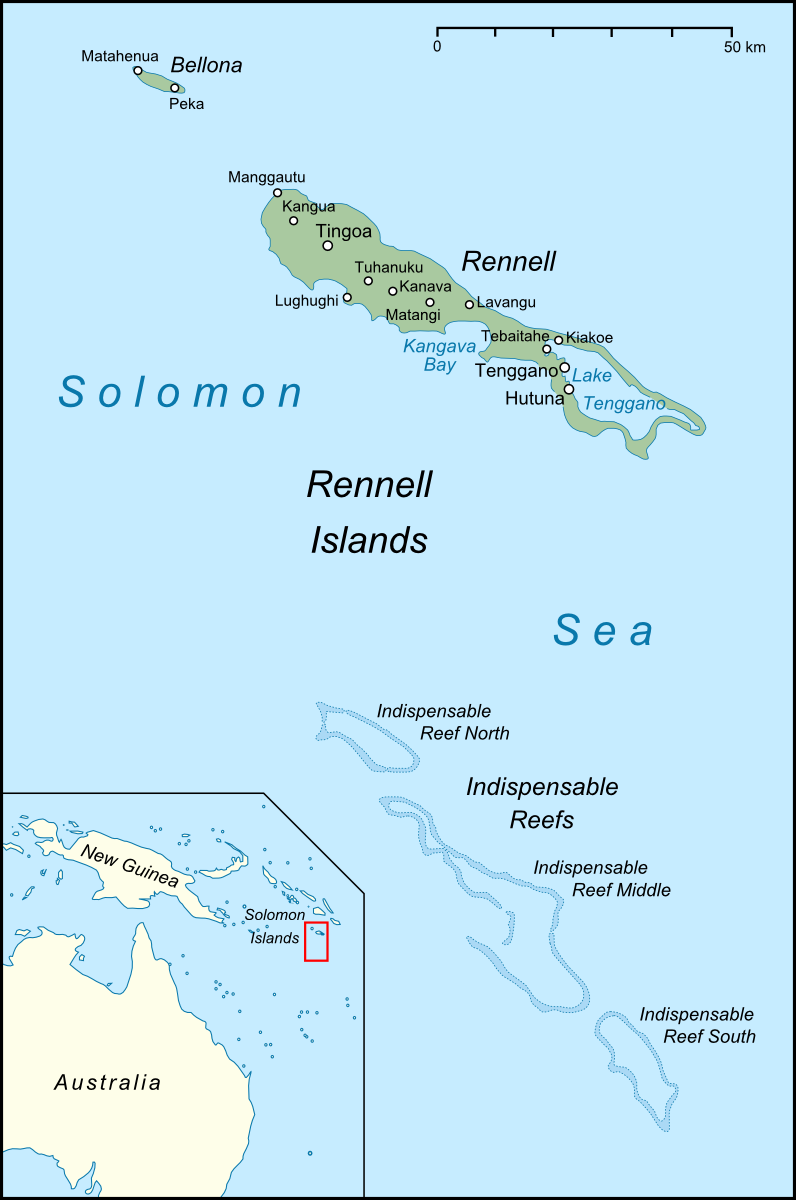
Mapa das ilhas Rennell

- Matahenua / Matamoana (oeste)
- Honga'ubea
- Tongomainge
- Ngotokanaba
- Pauta
- Ngongona
- Gongau
- Ahenoa
- Matangi
- NukuTonga (este)